# شارل لاکئه
شارل لاکئه (انگلیسی: Charles Lacquehay؛ ۴ نوامبر ۱۸۹۷ – ۳ اکتبر ۱۹۷۵) ورزشکار دوچرخه‌سواری پیست اهل فرانسه بود.
وی در مسابقات کشوری و بین‌المللی در مجموع برندهٔ ۲ مدال طلا، ۱ مدال نقره شده‌است.